# Legge fondamentale di Hong Kong
La legge fondamentale di Hong Kong è una legge ordinaria della Cina che funge de facto da costituzione della Regione amministrativa speciale di Hong Kong. Composta da nove capitoli, 160 articoli e tre allegati, la legge fondamentale è stata emanata ai sensi della Costituzione della Repubblica Popolare Cinese per attuare la Dichiarazione congiunta sino-britannica. La legge fondamentale è stata adottata dall’Assemblea nazionale del popolo il 4 aprile 1990 ed è entrata in vigore a Hong Kong il 1º luglio 1997, quando la sovranità sulla regione è stata trasferita dal Regno Unito alla Cina. Ha sostituito la costituzione coloniale di Hong Kong basata sulle lettere patenti e sulle istruzioni reali.
La Dichiarazione congiunta sino-britannica firmata tra i governi cinese e britannico il 19 dicembre 1984 ha richiesto la creazione della legge fondamentale. Redatta sulla base della dichiarazione, la legge fondamentale stabilisce le politiche di base della Cina su Hong Kong, incluso il principio "una Cina, due sistemi" in modo tale che l'autorità governativa e il sistema economico praticati nella Cina continentale non siano direttamente estesi a Hong Kong e affinché quest'ultima possa perseguire il proprio sistema di libero mercato e stile di vita fino al 2047. La legge fondamentale stabilisce anche la fonte del diritto, il rapporto tra Hong Kong e il Consiglio di Stato della Repubblica Popolare Cinese, i diritti e i doveri fondamentali degli hongkonghesi e i rami del governo locale.
La fonte dell'autorità della legge fondamentale è messa in discussione. Il giurista cinese Rao Geping sostiene che la legge fondamentale è una legge puramente nazionale che trae la sua autorità dalla Costituzione della Repubblica Popolare Cinese, mentre alcuni giuristi sostengono che la legge fondamentale tragga la sua autorità direttamente dalla Dichiarazione congiunta sino-britannica, dato che quest'ultima ha richiesto innanzitutto l'esistenza stessa della legge. L'argomento è pertinente nella misura in cui influisce sul livello di autorità che la Repubblica Popolare Cinese ha per introdurre modifiche alla legge fondamentale. È inoltre essenziale per determinare la giurisdizione dei tribunali di Hong Kong in questioni relative alle leggi nazionali della Repubblica Popolare Cinese.

## Storia
Poco dopo la firma della Dichiarazione congiunta sino-britannica nel 1984, che ha gettato le basi per il trasferimento della sovranità di Hong Kong dal Regno Unito alla Cina, l’Assemblea nazionale del popolo ha creato il "Comitato per la redazione della legge fondamentale" (Basic Law Drafting Committee; BLDC) nel 1985. La commissione era incaricata di redigere il progetto di legge fondamentale. Nel giugno 1985, il Comitato permanente dell’Assemblea nazionale del popolo approvò l'adesione al BLDC, che consisteva di 36 membri dalla Cina e 23 da Hong Kong. Dodici dei 23 membri di Hong Kong erano legati al settore degli affari, industriale e cittadino. Il comitato era presieduto dal diplomatico cinese Ji Pengfei.
Nel 1985, è stato istituito anche un "Comitato consultivo di diritto fondamentale" composto da leader della comunità di Hong Kong per chiedere input al progetto dalla regione. La prima bozza è stata pubblicata nell'aprile 1988, seguita da una consultazione pubblica di cinque mesi. La seconda bozza è stata pubblicata nel febbraio 1989 e il successivo periodo di consultazione si è concluso nell'ottobre 1989. La legge fondamentale è stata ufficialmente promulgata il 4 aprile 1990 dall'Assemblea, insieme ai disegni per la bandiera e l'emblema regionale hongkonghese.
Il 4 giugno 1989, i membri pro-democrazia del BLDC Martin Lee e Szeto Wah dichiararono che avrebbero sospeso il loro lavoro al BLDC a causa della repressione militare sulle proteste di piazza Tiananmen del 1989. A settembre, Lee annunciò che sarebbe tornato al BLDC, come molti a Hong Kong lo avevano sollecitato a farlo. Nonostante ciò, nell'ottobre 1989 Pechino espulse Lee e Szeto dal BLDC per "attività sovversive". Lee e Szeto avevano espresso il loro sostegno agli studenti attivisti a Pechino e avevano guidato la "Alleanza di Hong Kong a sostegno dei movimenti patriottici democratici in Cina", un'organizzazione strumentale nell'aiutare i dissidenti politici a lasciare la Cina dopo la repressione militare del 4 giugno.

## Testo della legge fondamentale

### Principi generali
- La Regione amministrativa speciale di Hong Kong è parte inalienabile della Repubblica Popolare Cinese.
- La regione ha un alto grado di autonomia e gode di potere esecutivo, legislativo e giudiziario indipendente, incluso il giudizio finale. Ciò significa che il vecchio ricorso legale tramite appello al comitato giudiziario del Consiglio privato di sua maestà non è più disponibile. In sostituzione, la "Corte d'appello finale" è stata istituita per assumere quel ruolo a Hong Kong.
- Le autorità esecutive e legislative della Regione amministrativa speciale di Hong Kong sono composte dagli hongkonghesi cittadini permanenti in conformità con le disposizioni pertinenti della legge fondamentale.
- Il sistema e le politiche socialiste non sono praticati nella Regione amministrativa speciale di Hong Kong e il precedente sistema capitalista e il modo di vivere rimarranno invariati per 50 anni.
- Le leggi precedentemente in vigore a Hong Kong, basate su common law, le leggi di equità, le ordinanze, il diritto subordinato e il diritto consuetudinario restano mantenuti, ad eccezione di quelli contrari alla legge fondamentale e soggetti a qualsiasi emendamento da parte del legislatore della Regione amministrativa speciale di Hong Kong.
- La Regione amministrativa speciale di Hong Kong deve proteggere i diritti riguardo alla proprietà privata, in conformità con la legge.

### Rapporto con il governo centrale
- Le leggi in vigore a Hong Kong sono la sua legge fondamentale, le leggi precedentemente in vigore e le leggi emanate dal legislatore, come previsto dall'Articolo 8. Le leggi nazionali non si applicheranno a Hong Kong a meno che non siano elencate nell'Allegato III e applicate a livello locale tramite emanazione o legislazione.

#### Articolo 23 e legge sulla sicurezza nazionale
L'Articolo 23 della legge fondamentale di Hong Kong afferma che la regione dovrebbe autonomamente approvare leggi allo scopo di vietare qualsiasi atto di tradimento, secessione, sedizione e sovversione contro il Consiglio di Stato della Repubblica Popolare Cinese. I tentativi di adempire a tale Articolo e creare una legge sulla sicurezza nazionale hanno causato grandi proteste, in particolare nel 2003 e nel 2020. Nel giugno 2020, una legge equivalente, in Allegato III, è stata promulgata dal Comitato permanente dell'Assemblea nazionale del popolo, aggirando il Consiglio legislativo di Hong Kong.

### Diritti e doveri fondamentali
- Tutti gli hongkonghesi sono uguali davanti alla legge e hanno il diritto di votare e di candidarsi alle elezioni in conformità con la legge.
- Gli hongkonghesi hanno, tra le altre cose, libertà di parola, libertà di stampa e pubblicazione; libertà di associazione, libertà di riunione, libertà di manifestazione e di comunicazione, libertà di movimento, libertà di coscienza, libertà di credo religioso e libertà di matrimonio; e il diritto e la libertà di formare e aderire a sindacati e di scioperare.
- La libertà della persona degli hongkonghesi è inviolabile. Nessun cittadino hongkonghese può essere sottoposto ad arresto, detenzione o reclusione arbitrari o illegali. È vietata la perquisizione arbitraria o illegale del corpo di qualsiasi cittadino o la privazione o la restrizione della libertà della persona. La tortura di qualsiasi cittadino o la privazione arbitraria o illegale della vita di qualsiasi cittadino è proibita.
- Le disposizioni della Convenzione internazionale sui diritti civili e politici, la Convenzione internazionale sui diritti economici, sociali e culturali e le convenzioni internazionali sul lavoro applicate a Hong Kong rimangono in vigore e sono applicate attraverso le leggi regionali.

### Struttura politica
- Il capo dell'esecutivo della Regione amministrativa speciale di Hong Kong è selezionato mediante elezione o consultazioni a livello locale e nominato dal governo popolare centrale.

### Politica estera
- Sebbene la Repubblica Popolare Cinese sia responsabile degli affari esteri e della difesa, la Regione amministrativa speciale di Hong Kong è autorizzata a partecipare a organizzazioni o conferenze internazionali in alcune aree limitate agli Stati e che incidono direttamente sulla regione. Può partecipare in qualsiasi altra funzione consentita dal governo cinese centrale e dall'organizzazione o conferenza internazionale interessata, e può esprimere la sua opinione utilizzando il nome "Hong Kong, Cina". Hong Kong può anche, sempre sotto il nome di "Hong Kong, Cina", partecipare a organizzazioni e conferenze internazionali non limitate agli Stati. Hong Kong può, da sola, mantenere e sviluppare relazioni e concludere e attuare accordi con Stati e regioni stranieri e organizzazioni internazionali nei settori appropriati, inclusi i settori economico, commerciale, finanziario, monetario, marittimo e delle comunicazioni, turistico, culturale e sportivo (Articoli 13–14, 150–157).